# Tériflunomide
Le tériflunomide est une substance immunomodulatrice, métabolite actif du léflunomide utilisé et approuvé pour le traitement de la polyarthrite rhumatoïde depuis 1998. Le tériflunomide (également appelé  Aubagio) est depuis peu utilisé comme thérapeutique sur la sclérose en plaques (SEP). 

## Principe moléculaire
Le tériflunomide est un immunomodulateur agissant par plusieurs mécanismes :
- Un effet cytostatique sur la prolifération des lymphocytes B.

En effet, la molécule est capable d’inhiber la synthèse de pyrimidine, base de l’ADN, en bloquant l’enzyme dihydro-orotate déshydrogénase  (DHODH) de la mitochondrie, ce qui stoppe la réplication des cellules lymphocytaires.
- Une inhibition de l'activation et de la sécrétion des cytokines, ayant le rôle d'envoyer le signal d'activation au système lymphocytaire, ce qui induit une baisse de la prolifération des lymphocytes T.

- Une modification de l'interaction entre les lymphocytes T et les cellules présentatrices d’antigènes (CPAg) par la fixation du tériflunomide sur les récepteurs des lymphocytes T. Ainsi, les cellules T activées produisent moins d’interférons-γ[3].

## Essais cliniques

### Phase I
Le traitement est soumis à l’expérimentation animale afin de démontrer l'efficacité du tériflunomide sur un modèle animal de la SEP, l'encéphalite auto-immune expérimentale (EAE).
L'expérience a été réalisée sur des rats Lewis qui ont reçu des lymphocytes réagissant contre la protéine basique de myéline (MBP). Ces lymphocytes autoréactifs entraînent, en l'absence de traitement, une encéphalite auto-immune expérimentale dont les symptômes rappellent ceux de la SEP chez l'homme. 
L'administration de tériflunomide par voie sous-cutanée pendant 7 jours a démontré une apparition retardée de l'EAE chez les rats, ainsi qu'une réduction des symptômes moteurs.
L'efficacité du produit est en lien avec la dose administrée.

### Phase II
Au vu des résultats favorables, le tériflunomide a été administré à des personnes atteintes de Sclérose en plaques afin de vérifier son efficacité et son innocuité en traitement par voie orale.
Un test a été effectué en 2006, sur 179 personnes :
- 157 avec une sclérose en plaques récurrente-rémittente où les rechutes alternent avec des phases de rémission.
- 22 avec des formes secondaires avec une progression graduelle de la maladie.

Âgés de 18 à 65 ans, certains ont reçu un placebo, d'autres ont pris le tériflunomide à 7 mg/jour ou à 14 mg/jour. L'apparition des lésions a été suivie toutes les 6 semaines par IRM pendant 36 semaines. Le taux de rechute a été également enregistré.
Une diminution du nombre de lésions et de rechutes, ainsi que des symptômes d'invalidité moins importants ont été observés.
Cependant, quelques effets secondaires sont apparus allant de nausées à un dysfonctionnement hépatique. 

### Phase III
À la suite d'une validation de la phase II, une autre phase est effectuée qui comprend un plus grand nombre de patients. D'autres essais cliniques de phase III sont actuellement en cours, afin de confirmer l'effet du tériflunomide. Ceux-ci sont focalisés principalement sur la baisse du taux de rechute et de la sévérité des symptômes d'invalidité. Les études sont basées sur la comparaison avec des traitements déjà existants, comme les interférons-β .
Cette phase doit être impérativement validée pour que le tériflunomide reçoive une licence pour être commercialisé.

## Conclusions de la commission de transparence en France
Le 5 mars 2014, la Haute Autorité de santé (HAS) conclut : « En l’absence d’étude comparative concluante versus traitement actif, le tériflunomide n’apporte pas d’amélioration du service médical rendu (ASMR V, inexistante) dans la prise en charge de la sclérose en plaques de forme rémittente (SEP-RR). La Commission de la transparence reconnait cependant l’intérêt de la mise à disposition d’une spécialité par voie orale en alternative aux interférons bêta et à l’acétate de glatiramère (en). »